# HK Púchov
Le HK Púchov est un club de hockey sur glace de Púchov en Slovaquie. Il évolue dans la 1.liga, le deuxième échelon slovaque.

## Historique
Le club est créé en 1946 sous le nom de TJ Makyta. Par la suite, il a été renommé à plusieurs reprises :
- 1956 - TJ Iskra Púchov
- 1968 - TJ Gumárne Púchov
- 1993 - ŠK Matador Púchov
- 1999 - ŠK Matterhorn Púchov
- 2007 - HK Púchov.

## Palmarès
- Vainqueur de la 2.liga : 1980, 1981, 1983, 1987, 1993, 1994, 2007, 2008, 2009.